# Kołdowo
Kołdowo is een plaats in het Poolse district  Człuchowski, woiwodschap Pommeren. De plaats maakt deel uit van de gemeente Człuchów en telt 540 inwoners.